# DLSS
深度学习超级采样（Deep Learning Super Sampling，DLSS）是Nvidia开发的一种图像缩放技术，可实时用于電子游戏中，這種技術利用深度学习将较低解析度的图像缩放為更高解析度的图像，以便在更高解析度的计算机显示器上显示。

## 历史
Nvidia在2018年9月推出NVIDIA GeForce 20系列GPU时，將DLSS作為賣點進行宣傳。当时，DLSS的效果仅限于少数几款视频游戏（如《战地5》和《戰慄深隧：流亡》） 。 2020年4月，Nvidia推出DLSS 2.0，该版本的DLSS适用于《控制》和《德軍總部：新血脈》等游戏。
DLSS 3.0于2022年10月发布。DLSS 3.5版本于2023年8月22日发布，《心灵杀手2》、《赛博朋克2077》等成为用到DLSS 3.5技术的首批游戏。
DLSS 4.0於2025年1月发布。它適用於所有NVIDIA RTX GPU，但只有NVIDIA GeForce 50系列的顯卡才能享用DLSS 4.0完整功能。DLSS 4.0使用的是Transformer架构模型，而此前DLSS的版本用到的是卷积神经网络模型。

## 外部鏈接
- 官方网站